# SLAM! MixMarathon
De SLAM! MixMarathon is een programma op de Nederlandse radiozender SLAM! dat wordt uitgezonden van vrijdagochtend 6 uur tot zaterdagochtend 6 uur, waarvan 6 tot 20 uur live. De eerste MixMarathon was op 3 april 2015 en verving zo de traditionele programmering.
Diverse dj's, bekend en onbekend, komen langs in de studio van SLAM! om een set van een uur te draaien. Onder anderen R3hab, Dimitri Vegas & Like Mike, Fedde le Grand, Oliver Heldens, Sam Feldt en Nicky Romero zijn terugkerende gasten.
Een aantal keer peer jaar is de MixMarathon langer te horen dan gebruikelijk. Zo zendt SLAM! halverwege oktober gedurende het Amsterdam Dance Event een uitgebreide MixMarathon van woensdag t/m zaterdag uit. In 2016 organiseerden zij voor het eerst samen met het Amsterdam Music Festival het evenement AMF Presents SLAM! MixMarathon in de Ziggo Dome, welke was uitverkocht. Ook rond de jaarwisseling doet men aan een uitgebreidere MixMarathon onder de noemer SLAM! MixMarathon XXL.
In april 2020 tijdens de coronacrisis in Nederland werd de MixMarathon omgedoopt tot SLAM! MixMarathon Presents Quarantaine Festival.
In de zomer van 2020 duurde de MixMarathon 48 uur omdat alle festivals waren afgelast vanwege de coronacrisis.